# MEETT (parc des expositions)
Le MEETT est le nouveau parc des expositions et centre de conventions de Toulouse Métropole. Il est situé au nord-ouest de l’agglomération toulousaine sur les communes de Beauzelle et de Aussonne dans le département de la Haute-Garonne, en région Occitanie.

## Histoire
Le projet d'un nouveau parc des expositions a été lancé en 2005, car le parc des expositions était trop petit et les possibilités d'extension ou de modernisation impossibles du fait de la proximité de zone inondable. De plus l'ancien parc, installé sur une île, est peu accessible en voiture, manque de places de stationnement et est mal desservi en transport en commun.
8 sites sont étudiés, mais seulement deux sont retenus car proposant une desserte suffisante en TCSP lourds. Parmi ces deux propositions, la proposition d'implantation à Balma-Gramont est rejetée car une ZAC est en travaux rendant la surface indisponible, et c'est celle d'une implantation à AéroConstellation qui est choisie courant 2009. Un appel d'offres est lancé en 2010, remporté par le cabinet OMA,,.
Les travaux de ce nouveau parc des expositions de Toulouse Métropole ont commencé le 3 octobre 2016 pour une mise en service prévue pour 2020,,, et aura couté 310 000 000 euros, dont 90 000 000 euros pour les accès routiers et en transports en commun.
En décembre 2018, il est annoncé que le parc prendra le nom de MEETT, pour "Meet Toulouse" (rencontre Toulouse),. À cette annonce, une polémique éclate : en effet "Meet Toulouse", traduit phonétiquement depuis l'anglais, signifie "rencontrer pour perdre".
Le MEETT est mis en exploitation en septembre 2020, mais son démarrage est à la peine à la suite de la crise du covid ayant un fort impact sur les évènements initialement prévus. Il est inauguré officiellement le 4 septembre 2021, à l'occasion de la foire internationale de Toulouse.
Malgré les critiques de l'opposition métropolitaine à l'ouverture, le MEETT accueille 85 évènements en 2022, contre 50 en 2019 dans l'ancien parc des expositions. L'opération est alors décrite comme un succès .Après deux ans d'exploitation, le MEEET accueille plus de 700 000 visiteurs en 2023.

## Le projet

### Infrastructure
Le MEETT est l’un des plus grands parcs français et a été conçu pour réunir sur un même lieu le Parc des Expositions et le Centre de Conventions. Il dispose d’un hall d’exposition de 40 000 m² entièrement modulable et d’une rue centrale de 14 000 m² donnant sur une aire d’exposition extérieure de 25 000 m². Le Centre de Conventions fait 15 000 m² et est conçu sur deux étages afin de prévoir l’accueil de manifestations professionnelles allant jusqu’à 10 000 personnes.
Le parc possède également un parking de 5 000 places.

### Accès
Les accès prévus concernent la route pour véhicules motorisés, les transports en commun (tramway, bus, autocars) et les pistes cyclables.
Le projet a créé un prolongement de la RM 902 ou Voie Lactée (prolongement de 4 km de l'A621) et a aussi crée une nouvelle voie depuis la RN 224 pour faciliter les accès en voiture.
C'est aussi la première route nouvelle de Toulouse Métropole
Il est aussi relié à la ville de Toulouse par le tramway de Toulouse grâce au prolongement de 700 m de la ligne T1, mis en service en août 2020.

### Environnement
Le chantier bénéficie de dérogation à l’interdiction de destruction d’espèces protégées et de porter atteinte à leurs milieux particuliers; au titre de l'annexe 1, ces dérogations concernent le déplacement, la destruction, la perturbation de la faune, ainsi que la destruction, l'altération, et la dégradation des aires de repose ou sites de reproduction de divers animaux dont, de la flore, des amphibiens, des reptiles, des mammifères, des insectes, et des oiseaux.

## Pour approfondir